# Xanthogryllacris punctipennis
Xanthogryllacris punctipennis is een rechtvleugelig insect uit de familie Gryllacrididae. De wetenschappelijke naam van deze soort is voor het eerst geldig gepubliceerd in 1869 door Walker.